# Bonchis albilinea
Bonchis albilinea är en fjärilsart som beskrevs av William Schaus 1913. Bonchis albilinea ingår i släktet Bonchis och familjen mott. Inga underarter finns listade i Catalogue of Life.